# Il prato macchiato di rosso
Pour plus de détails, voir Fiche technique et Distribution.
Il prato macchiato di rosso (litt. « Le pré taché de rouge ») est un giallo réalisé par Riccardo Ghione et sorti en 1973.

## Synopsis
En Émilie-Romagne, au début des années 1970, un agent de l'UNESCO découvre qu'une bouteille de vin produite par une célèbre cave italienne contient du sang. Un couple de hippies dans ses pérégrinations croise un certain Antonio qui les accompagne à la villa où il vit avec sa sœur et son beau-frère. Dans le somptueux manoir, les deux jeunes gens rencontrent d'étranges personnages : une gitane, une prostituée et un inquiétant ivrogne. Le propriétaire, Michelino Croci, les rassure en disant qu'il n'est qu'un producteur de vin et qu'il aime accueillir des gens étranges. En réalité, M. Antonio est un fou qui a créé un mécanisme, une sorte de robot capable de sucer le sang des corps humains. 

## Fiche technique
- Titre original italien : Il prato macchiato di rosso[1]
- Réalisation : Riccardo Ghione
- Scenario : Riccardo Ghione
- Photographie :	Romolo Garroni (it)
- Montage : Cleofe Conversi
- Musique : Teo Usuelli
- Costumes : Osanna Guardini
- Production : Alfredo Chetta, Aldo Pascucci
- Société de production : Canguro Produzioni Internazionali Cinematografiche
- Pays de production :  Italie
- Langue originale : Italien
- Format : Couleurs - 2,35:1 - Son mono - 35 mm
- Durée : 91 minutes
- Genre : Giallo
- Dates de sortie :
  - Italie : 2 mars 1973

## Distribution
- Marina Malfatti : Nina Genovese
- Enzo Tarascio : Dr. Antonio Genovese
- Daniela Caroli : Le compagnon de Max
- Georg Willing Max
- Nino Castelnuovo : Agent de l'UNESCO
- Lucio Dalla : ivrogne
- Barbara Marzano : la fille gitane
- Claudio Bava Alfiero
- Dominique Boschero : la prostituée
- Stefano P. Betta : non crédité

## Production
Peu après la sortie du film précédent du réalisateur Riccardo Ghione, À cœur froid, Ghione s'est mis à travailler sur son prochain film intitulé Vampiro 2000, qui est tourné dans le village de Fiorenzuola d'Arda et Castell'Arquato, dans la province de Plaisance. Ghione a annoncé un autre film pendant cette période, une adaptation de Il male oscuro, l'autobiographie de Giuseppe Berto, qui n'a jamais vu le jour. Vampiro 2000 a finalement été renommé Il pratto macchiato di rosso.

### Musique
Il y a une apparition du chanteur Lucio Dalla, ici dans le rôle de l'ivrogne sombre au visage indéchiffrable. Il est aussi l'auteur de la chanson du même nom que le titre, qui ouvre et clôt le film.

## Exploitation
Il pratto macchiato di rosso est distribué dans les cinémas italiens par Drago Film. Il a été projeté pour la première fois le 2 mars 1973 à Fiorenzuola d'Arda,. Le film a rapporté un total de 56 364 000 lires lors de sa sortie initiale. Selon Curti, après sa sortie, le film est tombé dans l'oubli et n'est revenu sur le devant de la scène qu'à l'occasion d'une sortie en vidéo vers 2017.

### Accueil critique
Le critique et historien du cinéma italien Roberto Curti a décrit le film comme mélangeant des éléments du genre gothique, du giallo et d'un peu de science-fiction. Il écrit que le film a conservé un petit niveau de notoriété dans le village de Fiorenzuola où le souvenir du tournage du film est resté vivace encore en 2018.
Selon le site Psychovision.net, « [le film est] assez quelconque, doté d'un scénario farfelu sinon grotesque, et la réalisation paraît un brin paresseuse, avec une touche de décontraction à l'image de cet incroyable policier se faisant passer pour un agent de l'UNESCO, qui traverse tout le film avec une grande désinvolture et finit par mettre un terme à ce trafic de sang à lui tout seul. [...] Et pourtant, malgré toutes ces réticences, difficile de condamner un film qui, sous couvert d'égratigner tantôt la classe bourgeoise, et tantôt les contestataires de tous horizons (au bout du compte, chacun a une conduite décadente), reste avant tout un thriller pourvu comme il se doit, d'une petite dose d'érotisme, ce dans un décor arty pas désagréable et typique des seventies »